# Cisco (California)
Cisco (in passato conosciuta come Heaton Station) è una comunità non incorporata (unincorporated community) della contea di Placer, in California. Cisco è situata sulla Union Pacific Railroad, 0,8 km a sud-sud-ovest di Cisco Grove. Si trova ad un'altitudine di 1 810 metri sul livello del mare.
L'ufficio postale di Cisco ha operato dal 1866 al 1941. Il nome Cisco è in onore di John J. Cisco, tesoriere della Central Pacific Railroad.
Il cantautore Cisco Houston, che collaborò e fece un ampio tour con Woody Guthrie, prese il suo soprannome da Cisco, California.
Cisco, California, è stata la location immaginaria dell'apertura e della fine del film Punto zero. Tuttavia, le riprese vennero fatte a Cisco, Utah.
Oggi di Cisco rimane molto poco e non ha un numero preciso di abitanti. La maggior parte dei residenti di Cisco si è trasferita nelle vicine località di Cisco Grove e Kingvale.